# 克維特涅韋 (比洛吉里亞區)
49°58′16″N 26°34′0″E / 49.97111°N 26.56667°E
克維特涅韋（烏克蘭語：Квітневе），是烏克蘭西部的村莊，隸屬赫梅利尼茨基州的舍佩蒂夫卡區。該村始建於1565年，面積0.12平方公里，海拔高度279米，2001年人口342，人口密度每平方公里2,898.3人。